# 琥珀鳥屬
琥珀鳥屬（學名：Elektorornis）為已滅絕的反鳥類，包含唯一種陳光琥珀鳥（Elektorornis chenguangi），種名來自於中國騰衝市琥珀閣博物館的館長陳光。標本發現於缅甸 9,900 萬年前白堊紀的琥珀之中，包含了右後肢以及部分翅膀的羽毛。牠們體型略小於麻雀，後肢的中趾特別延長，且足部與中趾上布滿了角質鱗絲狀羽，推測牠們可以利用其中趾探測樹皮裡的昆蟲，類似於現存的指猴。陳光琥珀鳥為第一個在緬甸琥珀中進行命名與發表的鳥類，縱使在這些琥珀中也有發現部分尚無法辨別的反鳥類殘骸。

## 外部連結
- 維基物種上的相關：Elektorornis